# Dialetti della Puglia centrale

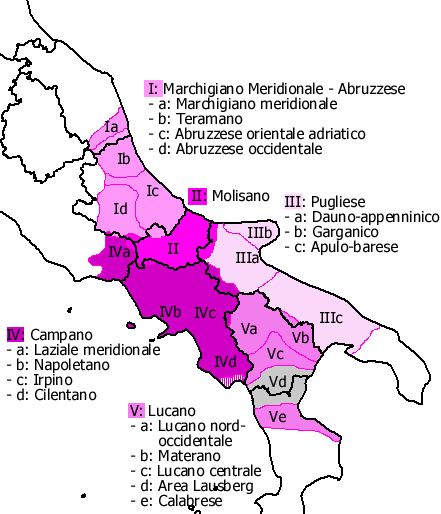
Il dialetto apulo-barese (IIIc) nel sistema dei meridionali intermedi

I dialetti appulo-baresi sono un insieme di dialetti italoromanzi appartenenti al gruppo meridionale intermedio, parlati nella fascia centrale della Puglia.
Le aree interessate sono la città metropolitana di Bari, la provincia di Barletta-Andria-Trani a est del fiume Ofanto, la parte occidentale della provincia di Taranto e alcuni comuni della provincia di Brindisi, originariamente afferenti alla Terra di Bari.
Tali dialetti hanno come origine comune il latino, spesso nella sua forma volgarizzata parlata durante il Medioevo, e un precedente sostrato peuceta (di probabile origine illirica, ma profondamente influenzato dall'osco e dal greco). Inoltre, come qualsiasi altra varietà linguistica, presentano influenze di adstrato che derivano non solo dal resto della continuità italo-romanza, ma anche da altre continuità linguistiche neolatine più distanti (come quelle gallo-romanze ed ibero-romanze) e da continuità non romanze (principalmente greco-bizantine), le quali, in alcuni casi, hanno contribuito a caratterizzarne l'inflessione –per molti incomprensibile– soprattutto in relazione al livello fonetico dell'analisi linguistica.
Questo gruppo dialettale è caratterizzato da variazioni percettibili per ogni comune, alle volte anche singolari e con tratti non comuni, come nel caso del ruvestino o del nojano, soprattutto per quanto concerne le vocali accentate e i dittonghi, essendo una varietà linguistica non standardizzata.

## Scrittura
Come quasi tutti i dialetti meridionali, le vocali atone subiscono una riduzione, mutando in un'unica "e" indistinta centrale (scevà). Diversamente dalla maggior parte dei dialetti meridionali intermedi, nel barese, così come nel lucano, inizia a ridursi progressivamente la frequenza dello scevà - dapprima nelle vocali intermedie (il Nord barese le pronuncia definite), poi in quelle finali (a sud di Bari) - via via che ci si avvicina al confine linguistico con i dialetti meridionali estremi.
Questa vocale si scrive sempre, sia perché sonorizza la consonante a cui si accompagna, sia perché costituisce pur sempre una sillaba; la sua omissione comporterebbe infatti l'illeggibilità del termine o la scrittura di una parola dal significato diverso, come per esempio Bar (bar) e Bare (Bari).

## Accenti
- accento acuto, usato quando la vocale ha un suono chiuso: é, í, ó, ú;
- accento grave, usato quando la vocale ha un suono aperto: à, è, ò;

Gli accenti, inoltre, servono anche per distinguere parole scritte nello stesso modo, che però presentano pronunce diverse.
I monosillabi non vanno mai accentati, eccetto alcune eccezioni: à (a, preposizione semplice), mà (mai, avverbio di tempo), ecc.

## Diacronia
Si prenda in esempio la graduale evoluzione dei termini latini, ad esempio, nel dialetto barese:
- ă > a (es.: ămylum > àmele, "contenitore di terracotta")
- ā > á o é (es.: (ad)lixāre > allescià)
- ĕ > é (es.: dĕcem > dèsce, "dieci") a volte i (es.: mĕdicus > mìdeche, "medico");
- ē > e > é (es.: sēro > sére, "sera");
- ĭ > i (es.: ĭmbricem > ìrgeme, "tegola");
- ī > í (es.: īre > scí, "andare");
- ŏ > uè (es.: fŏcus > fuéche, "fuoco"), meno di frequente o (es.: nŏvem > nóve, "nove");
- ō > au > ó (es.: carbōnem > carvóne, "carbone");
- ŭ > ù (es.: mŭstaceus > mustazzélle, "dolce tipico preparato con mosto")
- ū > ú (es.: mus + trillus > mustrìlle, "trappola per topi").
- ae / oe > gli esiti dimostrano che questi dittonghi vennero recepiti come ĕ (es.: coelum > cìle, "cielo");
- au > tende a chiudersi in o (es.: aurum > òre, "oro");

I risultati riportati riguardano la maggior parte degli esiti, ma non sono comprensivi di eccezioni. Questi cambiamenti devono essere interpretati come occorrenti solo in sillabe toniche e non tengono conto degli svariati cambiamenti prodotti in quelle atone, che possono però riassumersi essenzialmente così:
- tutte le vocali (compresi i dittonghi) diventano nella maggior parte dei casi un'indistinta e IPA: [ə] soprattutto in fine di parola;
- la ŏ tende ad e muta (es.: *cond+sare > conzare > chenzà = "condire");
- la ŭ tende a scomparire (es.: cicercŭla > *cicer-cl-a > cecérchie, "tipo di legume"; notare che il nesso latino cl passa sempre in ch, es. cl-avis (chiave) > chié);

L'evoluzione delle consonanti e dei nessi consonantici è più articolata e in alcuni casi, che saranno indicati, continuano tendenze già tipiche del latino. Per facilità i nessi saranno trattati a parte:
- b > resta b quando seguita da consonante o semiconsonante (es.: blancus > biánghe o viánghe, "bianco");
- c > davanti ai suoni /a/, /o/ ed /u/ e consonantici resta c (es.: casa > càse, "casa"); davanti ai suoni /e/, /i/ ed /ə/ si palatalizza con esiti diversi tra c e sc (es.: macinula > macélene; lucem > lusce, "luce");
- d > di solito resta d indipendentemente da cosa segua (es.: *diaboliculus > diauìcchie, "peperoncino"), mentre tende ad assimilarsi in n quando preceduta da un'altra n (es.: quando > quanne, "quando"). Solitamente dopo la consonante l e prima di una e muta o di una consonante r si pronuncia desonorizzata (es.: solidus > sòlde, "soldo"), ma nella scrittura non si differenzia questa variazione di suono;
- f > resta f in tutte le posizioni (es.: frixorium > fresóle, "padella");
- g > a differenza di molti altri suoni consonantici, molto frequente nella zona murgiana, in particolare nei comuni di Altamura e Gravina in Puglia, dal latino possiamo sottolineare il nesso gl seguito da a che si trasforma in gn (es.: *glandula > gnàgnele, "ghianda"); nel barese l'esito resta tale, come in italiano (es. *ghianda > ghiande).
- h > si perde completamente (es.: hora > ore, "ora");
- j > laddove in latino compariva una i semiconsonantica (j in latino volgare) abbiamo in barese una g o sc (es.: iovis dies > giovedì, "giovedì"), ma la questione è controversa, perché il fatto che spesso tale evoluzione riguarda anche la ī vocalica (es.: gītus/jitus > sciúte, "andato") potrebbe essere indice del fatto che in realtà nel dialetto ci si sia rifatti a espressioni italiane anche volgari come "giovedì" e "gito";
- l > è una delle consonanti più instabili nel passaggio, i suoi esiti sono tre e tutti estremamente diversi tra loro: l (es.: lingua > lènghe/lèngue, "lingua"), d (es.: caballus > cavádde, "cavallo"). Resta l se iniziale o assieme ad altre consonanti, quando doppia ed intervocalica, soprattutto nei suffissi -allus, -ellus, -illus, -ollus ed -ullus, tende a d nel singolare e a r nel plurale (es.: *anillus > anìdde, "anello");
- m > non subisce particolari variazioni (es.: moribundus > marabbónne, "campana che suona durante la celebrazione di un funerale");
- n > come per la m, non subisce alterazioni consistenti, ma nei nessi consonantici genera trasformazioni varie;
- p > resta di solito p (es.: patiens > pacce, "pazzo");
- q > non subisce particolari trasformazioni;
- r > resta praticamente invariata (es.: rex > ré, "re");
- s > di solito rimane s (es.: sartaginem > sartàscene, "padella", nei dialetti della zona murgiana); la s finale cade (es.: cras > cré, "domani");
- t > resta tale, ma spesso muta la sua pronuncia sonorizzandosi. Ciò avviene soprattutto dopo la l (es.: Altus Murus > Ialtamuéure, "Altamura"); segue l'italiano nella trasformazione in precise condizioni in z (es.: amicitia > amecízie, "amicizia");
- v > gli esiti più evidenti sono v e f.

## Differenze tra italiano e apulo-barese
In genere le parole che passano dall'italiano al barese tendono a semplificare la loro pronuncia. Questa semplificazione passa anche attraverso l'utilizzo di un suono introduttivo che è quasi sempre i (es.: erba > iérve) e che si usa in moltissime parole che iniziano per vocale. Questa semivocale cade nel momento in cui la parola viene preceduta da un articolo (es.: l'erba > l'érve) e le parole che cominciano per i non subiscono il fenomeno (es.: imbricem > ìrgeme [termine della zona murgiana e non presente nel barese puro]).
In alcuni casi, comunque solo se la parola comincia per vocale, può capitare che non venga preceduta da i e che trasformi la sua vocale iniziale in a.
Segue un breve elenco delle maggiori trasformazioni dall'italiano al barese, escludendo come per il paragrafo precedente eccezioni e casi particolari:
- aio/aia > ère (es.: notaio > nutére), in realtà è stato l'italiano a perdere la r originaria latina;
- cce/cci > zze (es.: salsiccia > salzìzze);
- g > quando iniziale diviene spesso i (es.: gamba > iàmme). Davanti ai dittonghi ua e ue cade (es.: guerra > uérre), ma questo può essere anche effetto della provenienza germanica di queste parole (si confronti guerra con war inglese e uèrre barese). Spesso g(g) diventa sc (es.: leggere > lésce). Il gruppo gli diventa gghie (es.: aglio > uàgghie);
- i > tende a cadere quando iniziale (es.: imparare >  mbará o  mbaré; innamorato >  nnammuráte o  nnamuréte);
- p > spesso invariata, si sonorizza dopo nasale (es.: impossibile >  mbossìbbele).

## Nessi consonantici
I nessi consonantici che vengono affrontati in questo paragrafo sono considerati indipendentemente dalla loro provenienza latina o italiana. Essi possono variare di luogo in luogo
- il nesso cl > chi (es.: *cicercla > cecérchie);
- i nessi nb e np > mb (es.: in braccio >  'mbrazze o  nvrazze; in piedi >  nbite);
- il nesso nd > nn (es.: quando > quanne);
- i nessi ng e nq > ng(u) (es.: in cielo >  ngile; in corpo > nguérpe);
- i nessi nf e nv > mb (es.: inferno > mbirne; invece > mbésce (in alternativa anche ammère);
- il nesso nm > mm (es.: in mezzo > mménze);
- il nesso ns > nz (es.: *in sursum >  nzuse);
- il nesso nt > nd (es.: quanto > quande);
- il nesso pl (latino) / pi (italiano) > chi (es.: pluvere / piovere > chiòve);
- il nesso tl > cl.

## Grammatica

### Articoli determinativi e indeterminativi
|                 | Maschile singolare | Femminile singolare | Plurale       |
| determinativi   | u, lu, l'          | 'a, la, l'          | i, li, le, l' |
| indeterminativi | nu, n'             | na, n'              | dò            |

### Plurale
Molti sostantivi sono invariabili: (cambia solo l'articolo)
- u cane [il cane] - le cane [i cani]
- la cerase [la ciliegia] - le cerase [le ciliegie]

Altri formano il plurale in -re / -le, caratteristica presente soprattutto nell'entroterra murgiano:
- case [casa] - càsere [case], sckàffe [schiaffo], sckàffere [schiaffi], peiùne [pugno], peiònere [pugni], frète [fratello], fràtere [fratelli]
- àrvele [albero] - iàrvele [alberi], criatùre [bambino], criatòrele [bambini], vambasciulère [venditore di lampascioni], vambasciulàrele [venditori di lampascioni]

Altri plurali sono metafonetici:
- mése [mese] - mise [mesi]
- uagnone [ragazzo] - uagnune [ragazzi]

Altri ancora sono sia metafonetici che con il finale in -re:
- sóure [sorella] - serure [sorelle]
- paise [paese] - paiésere [paesi]

### Femminile
Per il femminile molti aggettivi e sostantivi mutano le vocali interne, altri restano invariati:
- russe [rosso] - rosse [rossa]
- serùche [suocero] - seròche [suocera]
- gnure [nero] - gnore [nera]

### Vocativo
Per i nomi esiste una distinzione a due casi: nominativo (soggetto) e vocativo (complemento di vocazione).
Per formare il vocativo, il barese tronca la parola al nominativo singolare o, in rari casi, la altera, o adopera l'articolo determinativo preposto al vocativo, e.g. la nò 'nonna!'. Il vocativo plurale, invece, è quasi sempre identico al nominativo singolare.
Mamma:
| Caso       | Singolare | Plurale    |
| Nominativo | màmme     | (le) màmme |
| Vocativo   | mà        | (le) màmme |

Ragazzo:
| Caso       | Singolare | Plurale |
| Nominativo | uagnòne   | uagnùne |
| Vocativo   | uagliò    | uagnù   |

Nonna:
| Caso       | Singolare | Plurale    |
| Nominativo | nònne     | nònnere    |
| Vocativo   | (la) nò   | (le) nònne |

Zio:
| Caso       | Singolare | Plurale  |
| Nominativo | ziàne     | ziàne    |
| Vocativo   | (lo) zzì  | (le) zzì |

### Pronomi
|              | Maschile singolare | Femminile singolare | Plurale |
| Questo/a/i/e | cusse              | chésse/chéssa       | chisse  |
| Quello/a/i/e | cudde              | chédde/chédda       | chidde  |

| Caso              | 1a persona sing. | 2a persona sing. | 3a persona sing. m.                 | 3a persona sing. f.       | 1a persona plur. | 2a persona plur. | 3a persona plur. |
| Nominativo        | iì               | tu               | iìdde                               | iédde                     | nú               | vú               | lore             |
| Accusativo tonico | me               | te               | se, ù                               | se, la                    | ce               | ve               | se               |
| Accusativo atono  | me               | te               | le                                  | le                        | ce               | ve               | le               |
| Dativo atono      | me               | te               | ce, nge                             | ce, nge                   | ce               | ve               | ce, nge          |
| Dativo+Accusativo | m'ù (me u))      | t'ù(te u)        | s'ù(se u), ch'ù(che u), ng'ù(nge u) | s'ù(se u), che la, nge la | ch'ù(che u)      | v'ù(ve u)        | s'ù(se u)        |
| Genitivo          | -                | -                | ne                                  | ne                        | -                | -                | ne               |
| Strumentale       | -                | -                | nge                                 | nge                       | -                | -                | nge              |
| Vocativo          | -                | a tté / a tte    | -                                   | -                         | -                | a vvù            | -                |

| Accusativo/Dativo | Dativo + oggetto 3a persona s. m. | Dativo + oggetto 3a persona s. f./pl. | Accusativo + Strumentale/Comitativo |
| ----------------- | --------------------------------- | ------------------------------------- | ----------------------------------- |
| -(m) me           | -mmìue                            | -mmìlle                               | -mmece                              |
| -(t) te           | -ttìue                            | -ttìlle                               | -ttece                              |
| -nge              | -ngìue                            | -ngìlle                               | -ngiu                               |
| -(c) ce           | -ccìue                            | -ccìlle                               | -cce                                |
| -ve               | -vìue                             | -vìlle                                | -ve(ce)                             |
| -nge              | -ngìue                            | -ngìlle                               | -ngece                              |

Esempio: Fàmmece scequà n'àld'e mmuésse - Fammici giocare ancora un po'
Come forma di cortesia, per esempio quando ci si trova di fronte a una persona più anziana alla quale bisogna dare rispetto, si utilizza il sostantivo u méste/mé' (signore) se ci riferiamo ad un uomo o la signó/la signóre/la segnó se ci riferiamo ad una donna. Alcune volte anche utilizzato in tono scherzoso.
I pronomi relativi sono: 
- ce [chi];
- ca [il quale, la quale, i quali, le quali, di cui, a cui].

Per esempio:
- Ce ssi ttu? [chi sei?];
- La segnore ca so acchiàte aiíre [la signora che ho trovato ieri];
- Le libbre ca tu me si parlàte [i libri di cui mi hai parlato].

### Possessivi
Gli aggettivi possessivi e i pronomi possessivi sono questi elencati nella seguente tabella:
| Persona      | Maschile singolare | Femminile singolare | Plurale indistinto | Forma enclitica |
| 1a singolare | mìe/mi             | mé                  | mìe/mi             | -me             |
| 2a singolare | tù                 | tò                  | tù tò/tò           | -te             |
| 3a singolare | sùie/su            | sòie/so             | sùie, sòie/sù, sò' | -se             |
| 1a plurale   | nèste/nuste        | nostre              | nèste/nuste        | -               |
| 2a plurale   | véste              | vostre              | vuéste             | -               |
| 3a plurale   | llore              | llore               | llore              | -se             |

In dialetto barese l'aggettivo possessivo va sempre dopo il nome al quale si riferisce.
- la màchen'a mé [la mia automobile] (si noti che per vocalizzazione dell'articolo femm. la in 'a, esso si pone sistematicamente in fine di parola (sempre al femminile, al maschile non accade) al fine di ribadire l'oggetto, quindi come traduzione letterale avremo la macchina quella mia che in barese risulta in la machen'a mé; stessa cosa per gli altri possessivi, ad esempio la pentola tua=sost. sartàscene [lat. sartago, -ginis], > la sartàscene > la sartàscen'a tò/tòie).

Altra caratteristica di questo dialetto è anche la forma enclitica del possessivo tramite suffissi, che però è limitata solamente alle persone: 
- attàne-me [mio padre];
- màme-te [tua madre];
- sòre-te [tua sorella];
- fràt-te [tuo fratello];

e via dicendo.

### Preposizioni
Le preposizioni semplici sono:
- de [di];
- à [a];
- da [da];
- iìnde ('nde; 'n) [in];
- che [con];
- suse/sope [su];
- pe [per];
- mménze, ndra [tra, fra].

Possono fare anche da preposizioni: 
- sotte [sotto];
- abbàsce/sotte [sotto, giù].

|       | u             | la                 | le                                    |
| de    | d'u           | de la              | de le                                 |
| á     | o'            | à lla              | à lle                                 |
| da    | d'u           | da lla             | da lle                                |
| iìnde | iìnde u/nde u | iìnde la/nde a lla | iìnde le/iìnde à lle/nde à lle/nde le |
| che   | c'u           | che lla            | che lle                               |
| suse  | suse u/sus'u  | suse á/sus'á       | suse le                               |
| pe    | pe u          | pe lla             | pe lle                                |

Le principali locuzioni prepositive sono:
- da ddo, da ddè > di qua, di là;
- nzime cche, nzime à > insieme a;
- fine à/finghe à > fino a;
- sènze > senza (anche se non è una locuzione);
- pe ccolpe de > a causa di.

### Ca e Che
Ca (lat. quia) può avere valore di:
- preposizione relativa: vogghe a accàtte u prime ca iàcchie. [comprerò il primo che trovo];
- congiunzione:
  - nella proposizione dichiarativa: u sacce ca ié nu buéne uagnóne. [so che è un bravo ragazzo];
  - nella preposizione consecutiva: téne nu sàcche de llibbre ca la casa sò pare na bibliotéche. [ha tanti libri che la sua casa sembra una biblioteca];
- introdurre il secondo termine di paragone: iéve chiú la fòdde ca u rèste. [era più la folla che il resto].
- preposizione troncata: tagghià ch'u chertídde. [tagliare col coltello] (troncato)

Che (lat. quem) può avere valore di:
- nelle proposizioni finali: veléve che iére chiú iàlte [avrei voluto essere più alto];
- nelle proposizioni concessive: bàste ca pàghe [basta che paghi];

Il partitivo in barese non esiste, e per tradurlo vengono adoperate due forme:
- nu picche [un poco];
- à mmuzze [a morsi "mozzichi", un poco];
- do [due].

Nella zona murgiana si registrano tali forme:
- nu mùrse/nu muérse de (lett. un morso di, trad. un po dì)

### Congiunzioni, negazioni e affermazioni
Segue l'elenco delle congiunzioni comuni (laddove le varianti siano omesse possono essere aggiunte):
- e, "e(d)";
- o, "o(ppure)";
- ma, "ma";
- però, "però";
- ca, "che";
- ce/si/ci, "se";
- percé/peccé/pecché, "perché";
- come/accóme/accàmme, "come";
- acchessí/dechessì/dacassì, "così";
- abbàste ca po/baste ca po, "purché";
- abbàste ca nan/baste ca nan, "purché non";
- tande ... ca ..., "tanto ... che ...".

Qui troviamo le principali negazioni e affermazioni:
- none, "no";
- nan/non, "non" (la n finale modifica in alcuni casi l'iniziale della parola successiva per un fenomeno di sandhi, es.: nan pozze > nan bozze);
- mè/mà, "mai";
- sí/sine, "sì";
- cèrte, "certo";
- securaménde/secùre, "sicuramente";
- sènze méne, "certamente".

### Comparativo di maggioranza, minoranza e uguaglianza
- Comparativo di maggioranza: Soggetto + verbo essere + chiù + aggettivo + de + ...

Es.: Te véde chiù nzìste de cudde ppe ffatié. (Ti vedo più adatto rispetto a codesto per lavorare).
- Comparativo di minoranza: Soggetto + verbo essere + méne + aggettivo + de + ...

Es.: Maríe ié mméne gròsse de Nenétte. (Maria è meno grossa di Antonietta).
- Comparativo di uguaglianza: Soggetto + verbo essere + aggettivo + come + ...

Es.: Ziànete ié bbélle come a la mì. (Tua zia è bella come la mia).

## Verbi
Prima coniugazione: verbo mangiare

Variante del sud-est barese
| MANGIÈ      | MANGIÈ   | MANGIÈ     | MANGIÈ     | MANGIÈ                     | MANGIÈ                         | MANGIÈ                       | MANGIÈ                           | MANGIÈ           | MANGIÈ                      |                        |
| ----------- | -------- | ---------- | ---------- | -------------------------- | ------------------------------ | ---------------------------- | -------------------------------- | ---------------- | --------------------------- | ---------------------- |
|             | presente | imperfetto | perfetto   | presente continuato finito | presente continuato non finito | imperfetto continuato finito | imperfetto continuato non finito | passato compiuto | futuro                      | proibitivo             |
| Ií          | mangeche | mangiàie   | mangíbbe   | stoche a mmangeche         | voche mangianne                | stè mmangiàie                | sciàie mangiànne                 | hé mangéte       | hé mmangé / égghie a mmangé | -                      |
| Tú          | mange    | mangive    | mangíste   | stè mmange                 | vè mangianne                   | stè mmangive                 | scive mangianne                  | ha mangéte       | ha mmangé                   | nan sí mmangianne      |
| Iídde Iédde | mange    | mangiàie   | mangí      | sté mmange                 | vé mangiànne                   | sté mmangiàie                | sciàie mangianne                 | ho mangéte       | ho mmangé / hove a mmangé   | nan scésse mangianne   |
| Nú          | mangéme  | mangéreme  | mangémme   | sté mmangéme               | sciéme mangiànne               | sté mmangéreme               | scéreme mangiànne                | ame mangéte      | ame a mmangé                | nan sime mangiànne     |
| Vú          | mangète  | mangíreve  | mangísteve | sté mmangéte               | sciéte mangiànne               | sté mmangíreve               | scíreve mangiànne                | hate mangiéte    | hate a mmangè               | nan site mangiànne     |
| Lóre        | màngene  | mangévene  | mangérene  | stonne a mmàngene          | vonne mangiànne                | sté mmangèvene               | scévene mangianne                | honne mangéte    | honne a mmangé              | nan scéssere mangiànne |

Dialetto barese
| MANGIÀ      |           |            |                |
|             | presente  | imperfetto | futuro         |
| Iì          | màngeke   | mangiàve   | hi a mangià    |
| tu          | mange     | mangiàve   | hade a mmangià |
| iìdde/iédde | mange     | mangiàve   | have a mangià  |
| nú          | mangiàme' | mangiàveme | avime a mangià |
| vú          | mangiàte  | mangiàvate | avite a mangià |
| lore        | màngiene  | mangiàvene | hanne a mangià |

Seconda coniugazione: verbo sentire

Variante del sud-est barese
| SÈNDE       | SÈNDE    | SÈNDE      | SÈNDE      | SÈNDE                      | SÈNDE                          | SÈNDE                        | SÈNDE                            | SÈNDE            | SÈNDE                      | SÈNDE                 |
| ----------- | -------- | ---------- | ---------- | -------------------------- | ------------------------------ | ---------------------------- | -------------------------------- | ---------------- | -------------------------- | --------------------- |
|             | presente | imperfetto | perfetto   | presente continuato finito | presente continuato non finito | imperfetto continuato finito | imperfetto continuato non finito | passato compiuto | futuro                     | proibitivo            |
| Jí          | sèndeche | sendai     | sendíbbe   | stoche a ssèndeche         | voche sendènne                 | stè ssendai                  | sciai sendènne                   | è sendute        | è ssènde / ègghje a ssènde | -                     |
| Tú          | sínde    | sendive    | sendíste   | stè ssínde                 | vè sendènne                    | stè ssendive                 | scive sendènne                   | a sendute        | a ssènde                   | nan sí sendènne       |
| Iídde Iédde | sènde    | sendai     | sendí      | stè ssènde                 | vè sendènne                    | stè ssendai                  | sciai sendènne                   | o sendute        | o ssènde / ove a ssènde    | nan scèsse sendènne   |
| Nú          | sendime  | sendèreme  | sendèmme   | stè sendime                | scème sendènne                 | stè ssendèreme               | scèreme sendènne                 | ame sendute      | ame a ssènde               | nan sime sendènne     |
| Vú          | sendite  | sendíreve  | sendísteve | stè ssendite               | scète sendènne                 | stè ssendíreve               | scíreve sendènne                 | ate sendute      | ate a ssènde               | nan site sendènne     |
| Lóre        | sèndene  | sendèvene  | sendèrene  | stonne a ssèndene          | vonne sendènne                 | stè ssendèvene               | scèvene sendènne                 | onne sendute     | onne a ssènde              | nan scèssere sendènne |

Variante della città di Bari
| SÈNDE       |          |            |               |
|             | presente | imperfetto | futuro        |
| Iì          | sènghe   | sendéve    | hi a sènde    |
| Tu          | sínde    | sendìve    | hade a sènde  |
| Iìdde/iédde | sènde    | sendéve    | have a sènde  |
| nú          | sendime  | sendéveme  | avíme a sènde |
| vú          | sendite  | sendíve    | avíte a sènde |
| lore        | sèndene  | sendévene  | hanne a sènde |

In barese i verbi si differenziano in quattro coniugazioni: -à, -è, -ì, -e. Nella zona murgiana, però, i verbi di prima coniugazione escono spesso in -è.

### Modo indicativo
Le desinenze per formare l'indicativo presente sono:
- prima coniugazione: -eche, -e, -e, àme/éme, -àte/éte, -ene;
- seconda coniugazione: -echee, -e, -e, -íme, -íte, -ene.

Il presente continuato nei dialetti apulo-baresi si forma con l'indicativo presente del verbo stare + a + verbo all'infinito (che può assomigliare alle forme del presente, per esempio fernésce).
- stogghe a ffà - sto facendo

Tuttavia, a Bari e, in diverse misure, nei dialetti dell'hinterland, si è affermato il costrutto stare + a + verbo all'indicativo presente (più comune nella seconda e terza persona singolare a nord della zona apulo-barese, mentre viene usato in più persone grammaticali nei dialetti più a sud).
- stà a stùdie - sta/stai studiando
- stà (a) sséne - stai suonando
- stà (a) ssòne - sta suonando

Nell'imperfetto troviamo le seguenti desinenze:
- prima coniugazione: -àve, -àve, -àve, -àme, -àte, -àvene
- seconda coniugazione: -éve, -éve, -éve, -èmme, -íve, -èvene

Il passato prossimo presenta la formazione seguente: ausiliare èsse/avé al presente + participio passato del verbo.
- accattá/é (comprare): iì so accattàte, tu si accattàte, ìidde/iédde hav'accattàte, nú sime accattàte, vú site accattàte, lore sònde accattàte.

Lo stesso accade per trapassato prossimo e trapassato remoto.
Esempio: 
- iì avéve acchiàte - avevo trovato
- iì fuébbe mbregghiáte - ebbi imbrogliato

Per il tempo perfetto le desinenze sono:
- prima coniugazione: -éve, -àste, -ò, -àmme, -àste, -àrene;
- seconda coniugazione: -íve, -íste, -í, -èmme, -íste, -érene.

Per formare il futuro bisogna ricorrere all'ausiliare avé (avere, dovere) al futuro. Verbo avé al futuro + à + verbo all'infinito.
- canòsce (conoscere): iì hì à ccanósce, tu hadde a ccanósce, iìdde/iédde have a ccanòsce, nú avíme à ccanósce, vú avíte à ccanósce, lore hanne à ccanósce.

### Modo congiuntivo
Il congiuntivo imperfetto ha delle desinenze proprie:
- prima coniugazione: -àsse, -àsse, -àsse, -àmme, -àste, -àssere;
- seconda coniugazione: -èsse, -èsse, -èsse, -èmme, -íste, -èssere.

### Modo condizionale
Il modo condizionale, inesistente, viene sostituito con l'uso dell'imperfetto indicativo o dell'imperfetto congiuntivo.
- Veléve scí o cineme - Vorrei andare al cinema;
- Velésse vené pure iì - Vorrei venire anche io.

Nei dialetti murgiani si può presentare anche sotto la forma vulàie o vulisse.

### Modo imperativo
L'imperativo è formato semplicemente con l'aggiunta della desinenza -e per la seconda persona singolare, -àme o -íme per la prima persona plurale, e -àte o -íte per la seconda persona plurale davanti all'infinito del verbo:
chiamínde! - guarda!
- sciàme! - andiamo! (viene molte volte usato anche sciamanínne / andiamocene)
- venite! - venite!

### Modo proibitivo
Il proibitivo è utilizzato per vietare un'azione o anche in forma di semplice negazione. Viene utilizzato per la seconda persona singolare e per la prima e seconda persona plurale. Si ottiene con la forma nan + indicativo presente del verbo essere + verbo al gerundio. Ad esempio:
- Nan si scénne - non andare
- Nan site scénne - non andate
- Nan sime scénne - non andiamo

### Modo gerundio
Il gerundio si ottiene dall'aggiunta della desinenza -ànne per i verbi del primo gruppo e -ènne per i verbi del secondo davanti alla forma infinita del verbo:
- ndrepequànne - cadendo
- fescénne - correndo
- sendénne - sentendo
- senànne - suonando

### Modo participio
Il participio passato è formato con l'aggiunta del suffisso -àte per i verbi appartenenti al primo gruppo e del suffisso -úte per i verbi appartenenti al secondo. Tuttavia vi sono anche participi passati uscenti in -ste:
- viste - visto
- arremàse - rimasto
- sciúte - andato

## Letteratura
In particolare in ambito poetico ci sono autori che hanno prodotto opere di pregio in dialetto barese; tra questi spiccano Francesco Saverio Abbrescia, Antonio Nitti, Davide Lopez e, più recentemente, Alfredo Giovine, Vito Maurogiovanni.

## Varianti locali
Esistono numerose varianti locali che presentano mutamenti fonetici nella costruzione sintattica della frase, a volte anche netti, con inflessioni dovute al contatto con altri dialetti: si definiscono tali come dialetti di transizione, ne sono esempi i dialetti dell'entroterra murgiano, o della fascia confinante con la provincia tarantina. Eccone alcuni esempi.
| Variante       | Chi è?                | Che vuoi?                                           | Come te lo devo dire?                                                                                         | Hai comprato la frutta?                               | Ce ne andiamo in villa?                                                                                | Non si vede il treno                             | C'è solamente una padella                                                      |
| -------------- | --------------------- | --------------------------------------------------- | --- | ----------------------------------------------------- | --- | ------------------------------------------------ | ------------------------------------------------------------------------------ |
| Acquavivese:   | Ci ié?                | Ce ué?                                              | Accome te l'égghie a disce?                                                                                   | Si accattéte la frutte?                               | N'amme a scì ò giardine?*                                                                              | Nan ze véde u trène                              | Sté sckitte na fressóle/tiédde                                                 |
| Altamurano:    | Ci iié                | Ciàcche ué?                                         | Come te l'hé (a) dìsce?                                                                                       | Se accattéte la frutte?                               | N'amme a ggì 'mmènze à lla ville?                                                                      | Nan ze vàite u tréne                             | Sté sckitte na sartàscene/tianèdde                                             |
| Andriese:      | Ci a iià? [ˈt͡ʃa ˈja]  | Ciobbà? / Cio vù? [t͡ʃɔbˈba] / [ˈt͡ʃjo ˈvu]           | Cume te l'àgghie ddóice? [ˈkum ˈtə ˈlaˌɡɡja ˈdœjt͡ʃə]                                                          | Si accattóite la frette? [si akːaˈtːœjt la ˈfrətt(ə)] | N'amme a sciòie à lla vélle? [ˈnam ˈa ˈʃojə a la ˈvellə]                                               | Nan ze vàite u trèine [ˈnan ˈd͡zə ˈvəjt u ˈtrəjn] | Sté assaléute na sartàscene/tianèdde [ˈstɛ asːaˈlewt ˈna sartəˈʃəjn]/[tjaˈnɛd] |
| Barese:        | Ci é? / Ci ié?        | Ce ué?                                              | Come t'ie à ddisce?                                                                                           | Si accattàte la frutte?                               | 'Nge n'amme a sscí à lla ville?                                                                        | Non ze véde u trène                              | Ce sta asselúte na fresóle                                                     |
| Barlettano:    | Ci iié?               | Ce vu?                                              | Accóme te l'hé (a) ddéisce?                                                                                   | Ha accattàte a frutte?                                | Nge n'amme a sscí à vville?                                                                            | Nan se vate u trène                              | Sté assalóute na tianídde                                                      |
| Biscegliese:   | Ci à? [t͡ʃi (j) 'a]    | Ce vóu? [t͡ʃɛ 'vːɜu̯]                                 | Come te r'àgghie a déce? / Come te u àgghie á déce? [komə tə r agːj a 'dəːt͡ʃə] / [komə tu (w) agːj a 'dəːt͡ʃə] | Si accattòte la frutte? [si akːatːɔtə la 'frɵu̯tːə]    | N'émme a scé à la ville (palazzìne)? [n ɛmː a ʃə a la 'vɘi̯lːə]                                         | Nan ze vaide u trène [nan dzə vai̯d u 'trɛːnə]    | Sté sole na sartàscene / tiédde [ste solə na sar'taʃənə]/ [ti'ɪdːə]            |
| Bitettese:     | -                     | Ce iié?                                             | Come te u hàdde a disce?                                                                                      | -                                                     | N'amme a ssciàie à lla ville?                                                                          | -                                                | -                                                                              |
| Bitontino:     | Ci iéie?              | Ce iiéie? / Ce vu? / Ce ié ca vu?                   | Caúme te u àgghie a ddóice?                                                                                   | Si accattéute la frutte?                              | N'amme a ssciòie jind'à lla ville?                                                                     | Nan ze vàite u trèine                            | Sté sckitte na fresàule / tièdde                                               |
| Canosino:      | Ce ià?                | Ce vvu? / Ce ssò ca véu? / Ce da? / Ce vve chiànne? | Cume te l'agghie à ddésce?                                                                                    | Ha accattéte la frutte?                               | Nan ze vàite u trène                                                                                   | Nan se vate u trène                              | Sté sckitte na tièdde                                                          |
| Castellanese:  | Ci è?                 | Cé vvu?                                             | Come te l'ègghie à ddésce?                                                                                    | Ha accattòte a frutte?                                | Nan ze véde u trène                                                                                    | Ama scé a la ville?                              | Sté sckìtte na padèlle                                                         |
| Cistranese:    | Ci è?                 | Cé vvù                                              | Come te l'è ddìscere?                                                                                         | Ha accattéte a frutte?                                | Ma sscì 'nda ville?                                                                                    | Nan ze véde u tréne                              | Stè sckitte na taèdde                                                          |
| Conversanese:  | Ci è?                 | Cé vvu?                                             | Come te u àgghie à ddésce?                                                                                    | Si accattàte la frutte?                               | Non ze véde u trène / Non z'àcchie u trène                                                             | Non ze véde u trène / Non z'àcchie u trène       | 'Nge sté sckétte na padèlle                                                    |
| Coratino:      | Ci è?                 | Cé dé? / Ce dé?                                     | Accáme t'u àgghie à ddisce?                                                                                   | Si accattàte la frutte?                               | Nan ze vàite u trène                                                                                   | Nan ze vàite u trène                             | Sté assalúte na sartàscene                                                     |
| Fasanese:      | Ce ì?                 | Ce vù?                                              | Accume t'aggie desce?                                                                                         | L'accattòte a frutte?                                 | N'amme a scè 'nville?                                                                                  | Nan ze vade u trane                              | Sté sckitte na tianédde                                                        |
| Gioiese:       | Ci è?                 | Ce iié? / Cé iié ca ué? / Cé vví acchiànne?         | - | -                                                     | - | -                                                | -                                                                              |
| Giovinazzese:  | Ci iié?               | Cé rrò? / Cé vvu?                                   | Accáme t'u hi à ddéisce?                                                                                      | Si accattéte la frutte?                               | N'amme a sscé 'nville?                                                                                 | Nan se vàite u trène                             | Ste sckitte na tièdde                                                          |
| Gravinese:     | Ci ié? / Ci ièie?     | Acciòcche vù / Ciòcche vu?                          | Accámme te l'àgghie à ddéisce?                                                                                | Ha accattòite la frutte?                              | N'amme a sscí mménze à la ville?                                                                       | Nan ze vòite u trène                             | Sté sckitte na tièdde/sartàscene                                               |
| Grumese:       | Ci è?                 | Ce dé?                                              | Come t'u agghie a déisce                                                                                      | Si accattéte la frutte?                               | N'ame a scéie mmézze a la ville?                                                                       | Nan se vàite u tréne                             | Sté solaménde na fresàule                                                      |
| Minervinese:   | Ci iàie?              | Ce vvùie? / Ce che ià ca vu? / Ce vve acchianne?    | Cume te l'àgghie à dèice?                                                                                     | Ha accattàte la frutte?                               | N'imme a scéie à lla ville?**                                                                          | Nan ze vàisce u tréne / Nan z'affítte u tréne    | Stàie sckitte na sartàscene/tièdde                                             |
| Modugnese:     | Ci iiéie?             | Ciàbbe ué? / Ciàitte ué?                            | Come t'uè à ddóisce?                                                                                          | -                                                     | - | -                                                | -                                                                              |
| Molese:        | Ce iié?               | Cia ié?                                             | Cume t'u àgghie à ddéisce?                                                                                    | Ha accattéte a frotte?                                | N'amme a sscé à lla vélle?                                                                             | Nan ze vàite u tràine                            | Sté sckétte na fressàule / tièdde                                              |
| Molfettese:    | Ci è?                 | Ce vvu?                                             | Coéme t'u àgghie à ddáisce?                                                                                   | Si accattàte la frutte?                               | N'amme a sciàie à lla ville?                                                                           | Nen ze véte u tràen                              | Sté ssaoleménde ne sartàsce / Sté ne sartàsce assóle                           |
| Monopolitano:  | Ci je̋?*** [ˈt͡ʃiː ˈj̯ə] | Cia vvù? [ˈt͡ʃa ˈvːu]                                | Accume te̋ l'àgghjé (e) ddèiscere? [ˈakkumə ˈtə ˌlaˈɡɡʲæː ˈdæʃt͡ʃərə]                                           | È accattéte â frotte̋? [e ˌa̯kːaˈtːæt ɑː ˈfroːtːə]      | N'amē sce̋ 'nvelle? / N'amē sce̋ jínde â velle? [ˈnamæː ˈʃə ˌnveːˈlːə] / [ˈnamæː ˈʃə ˈjəndə ɑː ˌveːˈlːə] | Nan źe̋ vede u tréne [ˈnan d͡zə ˈvədə̯ u ˈtræːnə]   | Sté sckètte ne tiēnèdde [ˈstɛ ʃkɛˈt̩ ˈnɛ djɛːˈnɛdːə]                            |
| Mottolese:     | Ce jè?                | Ce vvu?                                             | Accomm t'e l'àgghia ddisce?                                                                                   | Ha accattéte la frutte?                               | N'amma scí alla ville?                                                                                 | Nan s'affitt u tren                              | Sté sckìtte na tiedde                                                          |
| Nocese:        | Cí è? / Cin'è?        | Cia' uè? / Cia' uè acchjanne?                       | Accome te l'è ddisce? / Accome te l'ègghje a ddisce?                                                          | -                                                     | N'ame a sscí en vílle?                                                                                 | Nan z'affítte nu tréne                           | Stè sckítte na tièdde                                                          |
| Nojano:        | Ci n'à?               | -                                                   | - | -                                                     | - | -                                                | -                                                                              |
| Palagianese:   | Ci ié?                | Ce vvú?                                             | Come t'l'àgghia a ddisce?                                                                                     | Ha accattéte a frutte?                                | N'amma scí alla ville?                                                                                 | No s affitt u trène                              | Sté sckítte na tièdde                                                          |
| Palese:        | Ci iié?               | Ce ddé? / Ce dé?                                    | Come t'uè dóisce?                                                                                             | Ha accattàte la frutte?                               | N'amme a sciòie à lla ville?                                                                           | Nan ze vàite u trène                             | Sta sckitte na fressàule                                                       |
| Polignanese:   | Ci è?                 | Ce vvù? / Ce dé?                                    | Accáume t'u àgghie à ddisce?                                                                                  | He accattéte a frutte?                                | N'amm'à sciú 'mminze 'a cchiazze?****                                                                  | Non ze véide u trèine                            | Sté sckitte na tianèlle                                                        |
| Putignanese:   | Ce n'ìe?              | Ce vvu? / Ce iìe?                                   | Accumme te hé (a) ddéscere?                                                                                   | Ha accattàte a frotte?                                | Amme a scéie mmìnze o còrse?*****                                                                      | Nan se ver' u trène                              | Stìe sckette na tielle                                                         |
| Rutiglianese:  | Ci é?                 | Ce ué acchiánne?                                    | Coume te le ddéisce?                                                                                          | Ha accattéte a frutte?                                | Ma scí sotte 'a ville?                                                                                 | Nen s'affítte u tràene                           | Sté sckitte na tièdde                                                          |
| Ruvestino:     | Ci é?                 | Ce vu? / Ce dé?                                     | Kòm tu u aghì-a déiscǝ?                                                                                       | Si accattòtǝ r fruttǝ?                                | Nǝ šiòmà m-bac la villǝ?                                                                               | Nan ƺǝ vàid u trènǝ                              | Sté assaliųtǝ na sartàscǝnǝ                                                    |
| Sammichelino:  | Ci é?                 | Ce iié? / Ce uè?                                    | Accóme te l'hì a ddisce? / Come te hi à ddisce?                                                               | -                                                     | Ne amme a sscí nde a vville? / N'amme a sscí (e)n ville?                                               | Nan se véde u trène / Nan s'affítte u trène      | Stè sckitte na frezzòle                                                        |
| Sannicandrese: | Ci iiàie?             | Ce dàie?                                            | Come te u agghie à ddóisce?                                                                                   | Si accattóite la frutte?                              | Na ma scoi a la vill?                                                                                  | Nan ze váide u tràine                            | Stéu asseléute na tièdde/ frsaùl                                               |
| Santermano:    | Ci è?                 | Ce uè?                                              | Come te l'agghie a disce?                                                                                     | Si accattète la frutte?                               | (Am)me a scí abbasce 'a ville? / N(e) (am)me a scí abbasce 'a ville?******                             | Nan ze véde u trene                              | Sté sckitte na padélle                                                         |
| Spinazzolese:  | C ghè?                | C vù?                                               | Com t l'aia dòic?                                                                                             | Ha accatt't la frott?                                 | N'ama scè nda la vell?                                                                                 | Nan ze vàit u tren                               | Stè sckett na padell                                                           |
| Terlizzese:    | Ci à?                 | Ce ddà?                                             | Accàme te u hà (a) ddéisce?                                                                                   | Si accattéte la frotte?                               | N'amme a scéie mménze a vélle?                                                                         | Nan ze vàite u trène                             | Sté ssolaménde na sartàscene                                                   |
| Tranese:       | Ci iàie?              | Ce vù?                                              | Come te l'égghie à ddéice?                                                                                    | Ha accattàte la frutte?                               | 'Nge n'amme a sscé nde a la ville?                                                                     | Nan ze váite u tràine                            | -                                                                              |
| Triggianese:   | Ci è?                 | Ce vuè?                                             | Come te u hué à ddìsce?                                                                                       | -                                                     | - | -                                                | -                                                                              |
| Turese:        | Cin'è?                | Ce igghié?                                          | Come te l'ègghie à ddìsce?                                                                                    | Si accatéte la frutte?                                | - | Nan s'affítte u trène                            | Sté sckitte na frezzóle/tièdde                                                 |

* Ad Acquaviva delle Fonti si utilizza la parola "giardino" (giardini pubblici) per riferirsi alla villa.
** A Minervino Murge non si utilizza il termine villa, bensì Faro, da cui: N'imme a scéie ó Fàre?
*** La e̋ è una tonica muta dal suono indistinto nelle monosillabiche.
**** A Polignano si utilizza la parola "piazza" per riferirsi alla villa.
***** A Putignano si è soliti passeggiare su Corso Umberto I
****** A Santeramo si dice correntemente "giù in villa" per riferirsi alla villa comunale.

### Avverbi di luogo
- do', "qui"
- dà / dè, "là";
- addove / addó, "dove";
- abbàsce / ndérre, "giù";
- sotte, "sotto";
- fòre / lla ffòre, "fuori" (ma anche "in campagna");
- nnanze / da nànze, "davanti";
- de rembétte, /de fronde, mbacce, "di fronte";
- apprísse, "appresso";
- ndràte, "indietro";
- vecìne, "vicino";
- lendàne, "lontano";
- atterne, "attorno".
- mmére, "dalle parti di..."

### Avverbi di tempo
- iosce, "oggi";
- aìre, "ieri";
- nustérze (variante murgiana) "avantieri"
- la iòsce, "pomeriggio";
- crà, "domani";
- pescrà, "dopodomani";
- poscrà, "il giorno successivo a dopodomani";
- de matíne, "di mattina";
- de di, "di giorno";
- de sére, "di sera";
- de notte, "di notte";
- sémbe, "sempre";
- mo', "ora, adesso";
- po', "poi";
- mo ppùnde, "proprio ora";
- sùbete, "subito";
- tarde, "tardi";
- angóre, "ancora";
- tanne/quanne iére u timbe, "allora, all'epoca";
- mbríme, "prima";
- da mo nnanze/da mo de nanze, "da adesso in avanti";
- mo iéve, "ne è passato di tempo"

### Avverbi di quantità
- assà / assé, "molto";
- chiú, "più";
- méne, "meno";
- troppe, "troppo";
- picche, "poco";
- n'ogne, "un poco"
- nudde, "niente";
- pe nnudda nudde, "nient'affatto".

### Locuzioni avverbiali
- da ssòpe / pure u rréste amme a avé, "per giunta";
- à ttutte vanne, "dovunque";
- come à nna saiétte, "velocemente";
- o scure , "senza luce, al buio";
- non zia mà / nan zia mé / mogghie a dDì, "non sia mai", "non voglia Dio";
- mo mo, "or ora";
- à 'mmane à 'mmane / a iònze a iònze, "man mano";
- bélle bélle, "pian piano";
- fescénne fescénne / fuscénne fuscénne, "in fretta e furia";
- a ccuérte a ccuérte, "per la via più breve".
- a dritte e a térte , "bene o male"
- (a) tené gèse gèse (Gravina), "tenere una cosa con cura"

## Etimologia

### Vocaboli di origine araba
- تَابُوت tābūt > tavúte [bara][6]

### Vocaboli di origine greca
- κύκλος (kìklos) > cùchele "focaccia di forma circolare", appunto "ciclo"; anche nel dialetto lucano
- άμυλον (àmilon) > àmele "contenitore di terracotta"
- εδώ (edò) > dò, addò "qui"
- απορρήματα (aporrìmata) > remmàte "immondizia"
- κέντρον (kèntron) > cèndre "chiodo"
- κεράσιον (keràsion) > ceràse "ciliegia"
- αμύγδαλο (amìgdalo) > amínue "mandorla"
- πετροσέλινο (petrosèlino) > pedresíne "prezzemolo"
- Να! > Nà! "ecco!"

### Vocaboli di origine latina
- lat. volgare gire (< lat. classico ire) > scí
- cicer > cícere "cece"
- cras > crà "domani"
- digitum > díscete "dito";
- deexcitare > descetà "svegliare"
- mox > mò "adesso, subito"
- post cras > pescrà "dopodomani"
- presbiter > prévete "prete"
- phaseolus > fasúle "fagiolo"
- mystax > mestàzze/mustàzz "baffi"
- adcaptare > accattà/è "comprare"

### Vocaboli di origine francese
- paltot /palˈto/> palde/palte "tasca"
- tire-bouchon /tiʁbuˈʃõ/ > tirabusciò "cavatappi"
- boîte /bwat/ > buatta "barattolo di latta"

### Vocaboli di origine spagnola
- susto > suste "angoscia"
- estropeado > strepiàte "rotto, danneggiato"
- esparadrapo > sparatràppe "cerotto"

## Lemmi
La tabella che segue offre un confronto tra alcuni termini apulo-baresi e alcuni stranieri simili tra loro per suono e significato: la similitudine non prova tuttavia un rapporto di derivazione, dal momento che in molti casi la parola apulo-barese ha relazioni provate con i dialetti vicini o con il latino medievale. L'affinità con la lingua straniera può essere quindi una coincidenza o un effetto della comune derivazione dal latino di entrambe le varietà linguistiche.
| Apulo-barese         | Lemma italiano standard con uguale significato                                        | Lemma simile in una lingua straniera                                | Lingua di riferimento del lemma straniero            |
| -------------------- | ------------------------------------------------------------------------------------- | ------------------------------------------------------------------- | ---------------------------------------------------- |
| abbàsce              | giù / in basso / abbasso (prima persona dell'indicativo presente nel verbo abbassare) | ad + bassum / abajo / abaixo / en bas / a baix                      | latino / spagnolo / portoghese / francese / catalano |
| muíne                | chiasso / casino / fracasso / ammoina                                                 | amohinar / amoïnar                                                  | spagnolo / catalano                                  |
| acídde               | uccello                                                                               | augellum                                                            | latino                                               |
| ajíre                | ieri                                                                                  | ad + heri / ayer / hier                                             | latino / spagnolo / francese                         |
| buàtte               | barattolo                                                                             | boîte                                                               | francese                                             |
| cape de zzì Vengìnze | nullatenente                                                                          | caput sine censu                                                    | latino                                               |
| Papàle papàle        | camminata lenta                                                                       | παπελε παπελε (papel papel = un passo dopo l'altro) greco antico    |                                                      |
| ceràse               | ciliegia                                                                              | cerasum                                                             | latino                                               |
| Checchiàre           | cucchiaio                                                                             | cochlearia / cuchara                                                | latino / spagnolo                                    |
| crà                  | domani                                                                                | cras                                                                | latino                                               |
| Fenéstre             | finestra                                                                              | fenestra                                                            | latino                                               |
| Allassà              | lasciare                                                                              | laxare                                                              | latino                                               |
| Mesàle               | tovaglia da tavolo                                                                    | μησάλιον (mesálion) / mesa (tavolo) / mensa (tavolo, pasto, altare) | greco antico / spagnolo / latino                     |
| Mestazze             | baffi                                                                                 | moustákion / moustache                                              | greco bizantino / francese                           |
| Pedresíne            | prezzemolo                                                                            | petroselinum                                                        | latino                                               |
| Arellògge            | orologio                                                                              | horologium / reloj / rellotge / ὡρολόγιον (horológion)              | latino / spagnolo / catalano / greco                 |
| Semàne               | settimana                                                                             | semaine /səˈmɛn/                                                    | francese                                             |
| Sparatràppe          | cerotto                                                                               | esparadrapo sparadrap esparadrap                                    | spagnolo francese catalano                           |
| Sparàgne             | risparmio                                                                             | épargne                                                             | francese                                             |
| Tavúte               | bara                                                                                  | ataúd / taüt / تَابُوت (tābūt)                                        | spagnolo / catalano / arabo                          |
| Tirabbusciò          | cavatappi                                                                             | tire-bouchon                                                        | francese                                             |

## Estratti in lingua

### Attàne nèste - Il Padre Nostro
Attànma e nèste,

ca stà n-gìile,

sandefecàte iè u nome tù,

dange u Règne tù,

sèmbe ca iè la volondà tò,

accòme n-gìile acchesì n-dèrre.

Dange iòsce u ppane nèste d, tutte le dì.

e allìvenge le peccàte nèste,

accòme nù le levàme a ll'alde– 

e nno nge sì mettènne  – la prove,

ma scànzece do male,

Amen.

### Ave Marì - L'Ave Maria
Ave Marì

chiène de grazzie,

u Seggnòre stà che ttè 

Tu si benedètte m-mènze a le fèmmene

e benedètte iè u frutte de la venda tò: Gesù.

Sanda Marí,

mamme de Dòmene DDì,

prighe pe nnù peccatùre,

finghe a ll'ore de la morta noste,

Amen.

### Glorie o U-attàne - Gloria al Padre
Glorie o U-attàne

o Figghie

e o Spìrde Sande.

Accòme iève iìnd'o prengìbbie

mò e ssèmbe

iìnd'a le sèghele de le sèghele.

Amen.

### U repòse atèrne - L'Eterno riposo
U repòse atèrne

regàle a llore Seggnòre,

appìcce sop'a llore

la lusce perpètue,

arrepòsene mbàsce,

Amen.

### Iàngeue de Dòmene DDì - Angelo di Dio
Iàngeue de Dòmene DDì

ca sì u uardiàne mì,

lusce, astìpeme, rìsceme e guidìsceme,

ca te fubbe date da la pietà Celèste,

Amen.

### Preghìre de la matìne - Preghiera del mattino
T'adorèsceche o Dòmene DDì mì

e tte vogghe bbène che ttutte u core,

te rengrazièche percè me sì criàte,

lebberàte, fatte crestiàne e astepàte iìnd'a cchèssa notte. 

Me mbègneche o Dòmene DDì mì, ca aiùte de la grazzia tò,

de fescì da ogne peccàte e da tutte le cassiùne de peccàte

e te prègheche, p'amòre de Gesù, de darme la forze.

No cchèdda mè, ma se va fà la volondà tò

o Dòmene DDì.

### Preghìre de la sère - Preghiera della sera
T'adore o Dòmene DDì mì,

e tte vogghe bbène che ttutte u core,

te rengràzieche percè me sì criàte,

lebberàte, fatte crestiàne e astepàte iìnd'a cchèssa dì.

Damme la grazzie de recanòssce le peccàte mì

e de sendì addavère delòre.

No cchèdda mè, ma s'av'a fà la volondà tò

o Dòmene DDì.

## Estratti da varianti di comuni dell'entroterra murgiano (gravinese e ruvestino)

### Preghìre de la not - Preghiera della notte (gravinese)
Mcolc e madurmesc,

sus o Cil s dscn tre mess,

ci Di' mprvides l'anmamì nans prdes.

A captl du litt mi ste la presenz di Di',

alt ste la Santissm Trinitè,

dal pit la Mari Maddaln rispon pn'abella vousc

facimc u Segn d Sant Crousc.
Preghiere scritte secondo le regole del Seminario di studi ed approfondimento del dialetto Barese di  Mondo Antico e Tempi Moderni.  L'ultima preghiera è scritta secondo la tradizione orale tramandata a Gravina in Puglia.

### Attòn nuostǝ - Il Padre Nostro (ruvestino)
Attòn nuostǝ,

ca stè n-cìdd,

sandǝfkòtǝ u nàume tìuǝ,

vìannǝ u Règnǝ tìuǝ,

ca vènǝ fattǝ la vòlùndǫ tìuǝ,

kòm in-dala kìis aksǝi n-dìàrǝ.

Dàš òšǝ r pònǝ nuostǝ dǝ tuttǝ r dèi.

e lìvǝ r peccòtǝ nuostǝ,

kòm nìuǝ r levòmǝ a ll'aldǝ

e nan-ge sì mìttǝ a r provǝ,

ma scànzǝcǝ dù mòlǝ,

Amen.
Note: ǝ (e muta) š (sc), č (ch), ň (gn), ų semivocale, k (c dura)
Preghiera scritta secondo gli studi del cultore di storia locale e lingue locali, il ruvestino Angelo Tedone